# Elecciones generales de Bangladés de 2014
Las elecciones generales de Bangladés de 2014 se llevaron a cabo el 5 de enero de 2014 de conformidad a la exigencia constitucional. Las elecciones sin embargo fueron controversiales, con casi todos los partidos de oposición sin participar de los comicios en un intento de boicotear el proceso. Hubo incluso altercados y violencia que terminaron con algunos fallecidos durante el proceso e incluso con la quema de algunas urnas de votación.

## Sistema de gobierno

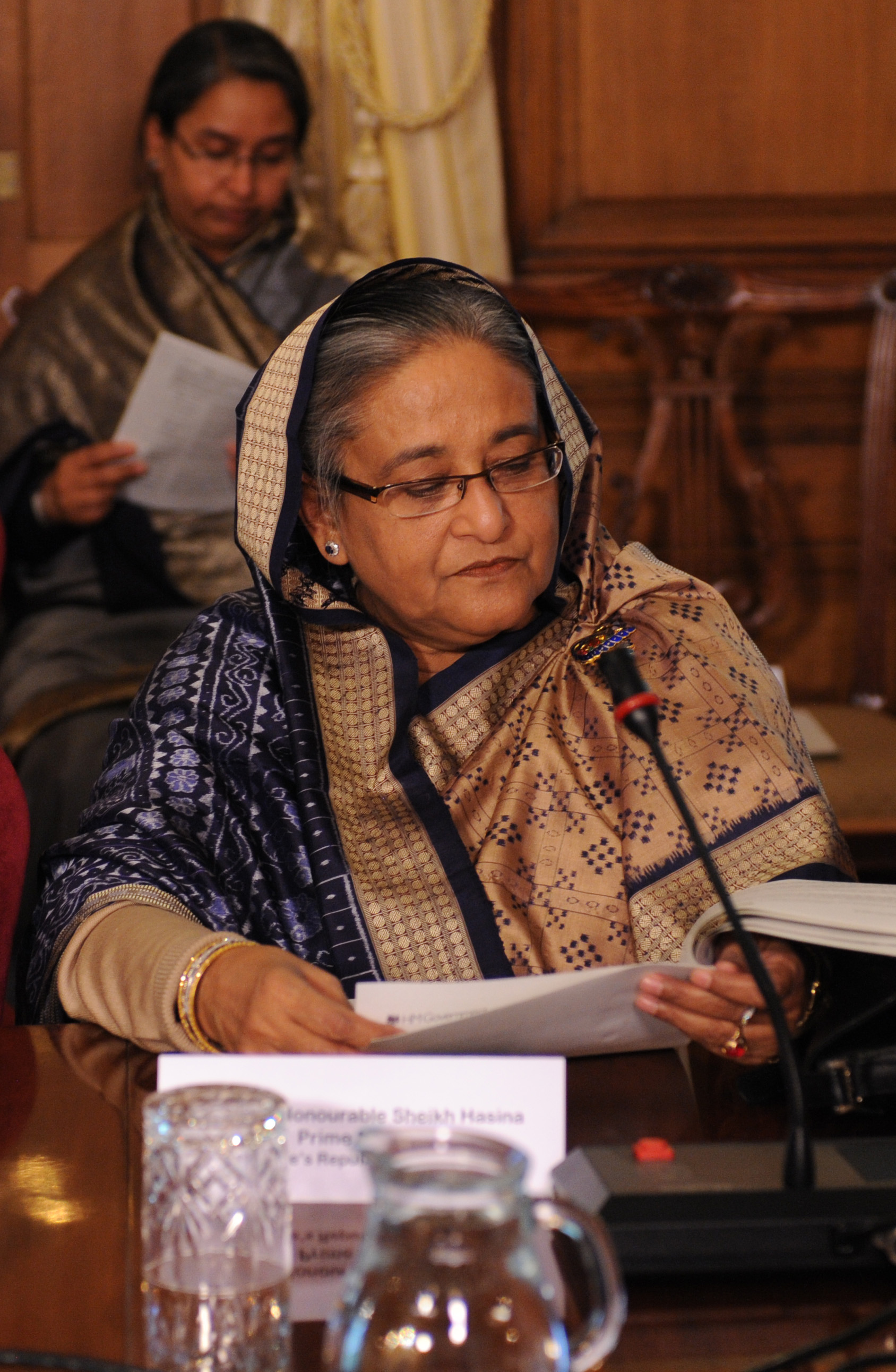
Sheikh Hasina, Primer ministro de Bangladés electa por el Parlamento en 2014.

Bangladés es una república parlamentaria. Las elecciones para el parlamento unicameral (conocido como Jatiyo Sangshad) en las que todos los ciudadanos de 18 años o más pueden votar, se celebran cada cinco años. El edificio del parlamento es conocido como Jatiyo Sangshad Bhaban, posee 345 miembros incluyendo 45 puestos reservados para las mujeres, elegidas en distritos electorales. 
El primer ministro, como el jefe de Gobierno, elige a los miembros del gabinete y se encarga de los asuntos cotidianos del Estado. El presidente es el jefe de Estado y el comandante en jefe del ejército bengalí, además de que es elegido por el parlamento, mientras que el primer ministro es el líder o jefe del partido mayoritario del Parlamento.

## Antecedentes
A lo largo del 2013, el Partido Nacionalista de Bangladés, liderado por Jaleda Zia, y los 18 partidos de oposición, llamaron a 85 días de huelga y bloqueos que llevaron a un paro nacional. Exigieron que el partido gobernante, la Liga Awami de Bangladés, encabezado por Sheikh Hasina entregara el poder y disolviera el Parlamento para conovocar a nuevas elecciones, pero el gobierno decidió continuar con el proceso en curso de elegir la Asamblea Nacional en enero de 2014.
Tras varios meses de protesta, huelgas y bloqueos, la alianza opositora anunció oficialmente un boicot a las elecciones anunciando que no participaran de los comicios. Hossain Mohammad Ershad, líder del Partido Jatiya (Ershad) también anunció que se sumaría a dicho boicot. El 4 de diciembre de 2013 amenazó con suicidarse por lo que fue derivado a un hospital militar y fue reemplazado en su colectividad por Rowshan Ershad quien asumió el liderazgo y llevó al partido a las elecciones con el fin de ganarle terreno al BNP.

### Violencia y protestas
Tras la confinación de Hossain Mohammad Ershad vino el 29 de diciembre de 2013 el arresto domiciliario para la líder opositora, Jaleda Zia, en su residencia de Gulshan. El Ejército de Bangladés se desplegó por todo el país a petición de la Comisión Electoral Independiente, para mantener la ley y el orden durante el proceso eleccionario.
El 13 de diciembre, el líder del Partido Jamaat-e-Islami, Abdul Quader Mullah se convirtió en la primera persona ejecutada por crímenes de guerra respecto de este proceso de violencia. Dos activistas del partido gobernante fueron asesinados a machetazos en Kalaroa, mientras que los activistas del Jamaat-e-Islami incendiaron una estación de tren y bloquearon carreteras.
A finales de diciembre en BNP llamó a una nueva marcha por la democracia en Daca, desafiando la prohibición policial. La líder detenida, Jaleda Zia expresó que el "gobierno es autoritario e ilegal y debe dimitir inmediatamente".
El 30 de diciembre, la alianza opositora anunció un bloqueo ininterrumpido de las carreteras, ferrocarriles y vías fluviales en todo el país con el fin de resistir las elecciones programadas. La decisión se produjo después de la prohibición de celebrar manifestaciones nacionales el día anterior. La huelga general se realizó de todas formas los días 4, 5 y 6 de enero, durante el desarrollo de las elecciones.

## Resultados electorales
La Liga Awami se aseguró la victoria al no encontrarse en competencia con candidatos de la oposición. Solo 48 de los 92 millones de electores habilitados emitieron sus sufragios ante el clima imperante de violencia y ante la quema de algunas urnas y locales de votación de debieron cerrarse, lo que impidió que todos quienes quisieran sufragar lo pudieran efectuar. Hubo tres escaños que se perdieron, que se completarán cuando se puedan efectuar las elecciones en esas mesas quemadas que representaban circunscripciones electorales enteras. En definitiva solo se elgieron 296 parlamentarios.
|  | 77,0 % |

|  | 11,0 % |

|  | 2,0 % |

|  | 1,7 % |

|  | 0,3 % |

|  | 0,3 % |

|  | 0,3 % |

|  | 4,7 % |

|  | 3,0 % |

|  | 97 % |